# Euchromia orientalis
Euchromia orientalis är en fjärilsart som beskrevs av Butler 1876. Euchromia orientalis ingår i släktet Euchromia och familjen björnspinnare. Inga underarter finns listade i Catalogue of Life.